# Opération Daguet
Pour les articles homonymes, voir Daguet.
"Tempête du désert",
"Guerre du Golfe"
Batailles
- Bataille des ponts
- Prise du palais Dasman
- Bataille de l'île de Failaka
- Vol British Airways 149

- Opération Bouclier du désert
- Opération Artimon
- Busiris
- Salamandre
- Tempête du désert
- Daguet
- Bataille d'Ad-Dawrah
- Bataille de Khafji
- Bataille au large de Bubiyan
- Bataille de Hafar Al-Batin
- Highway of Death
- Bataille de 73 Easting
- Medina Ridge
- Aérodrome de Jalibah
- Bataille de Norfolk

- Aérodrome de Safwan
- Bataille de Rumaila

L'opération Daguet est la participation de l'armée française à la coalition internationale formée à la suite de l'invasion du Koweït par l'Irak dans la guerre du Golfe en 1990-1991.

## Historique

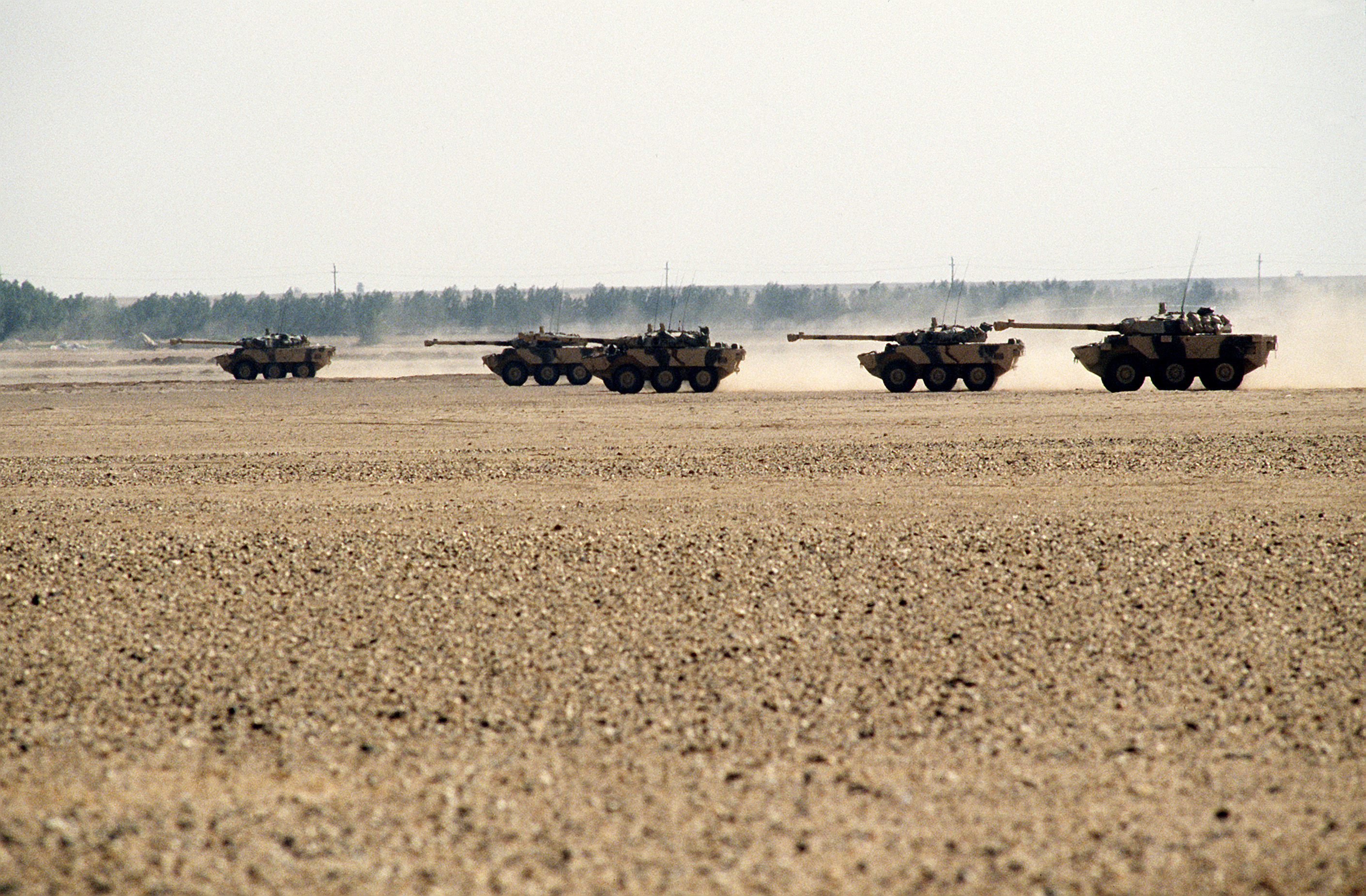
AMX-10 RC durant l'opération Bouclier du désert.

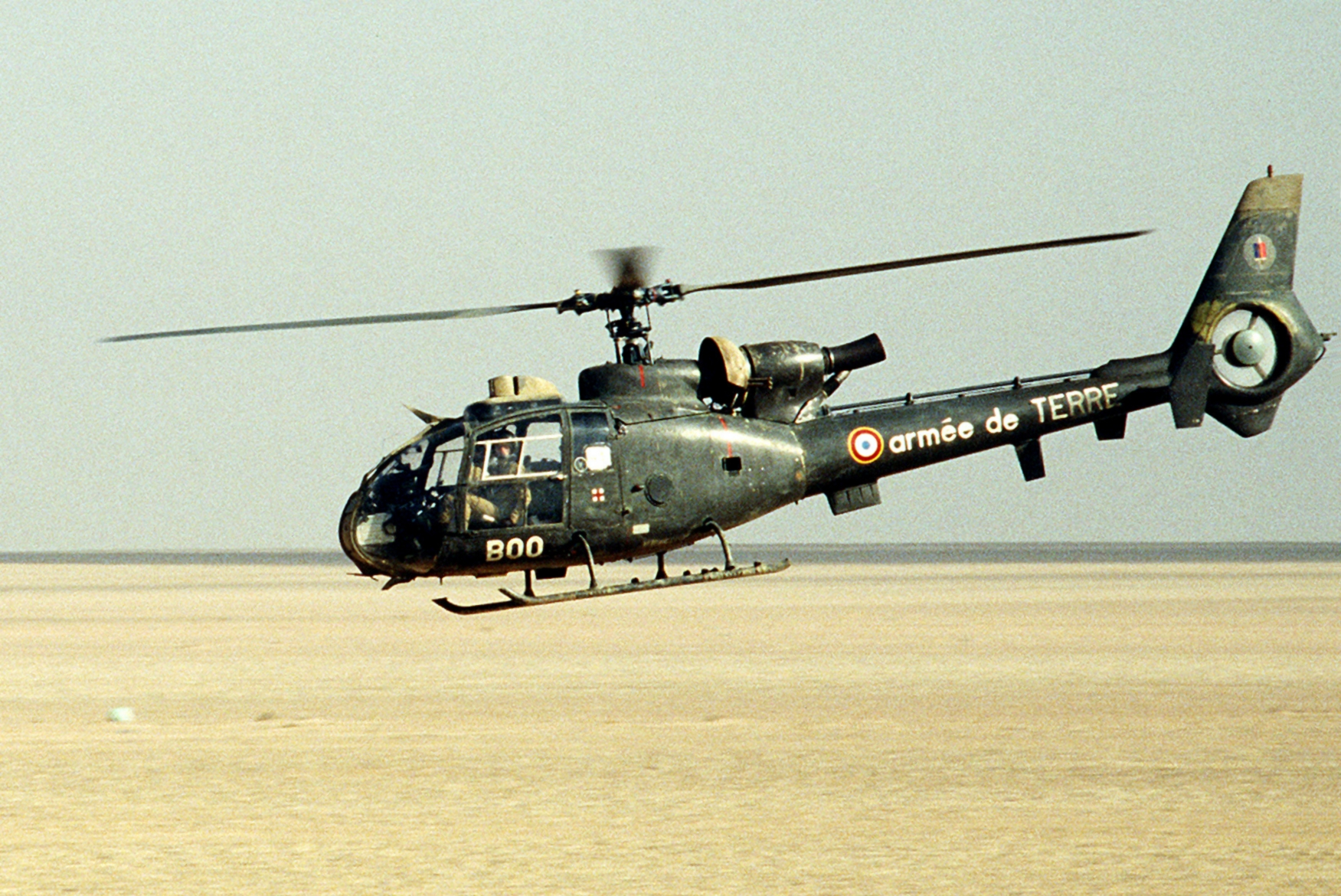
Une Gazelle SA 341F2 de l'ALAT.

Elle succède à partir du 23 septembre 1990 à l'opération Salamandre où des forces françaises sont déployées pour la protection des pays du golfe Persique.
Celle-ci avait commencé le 10 août 1990 avec l'annonce une journée auparavant par le président de la République française François Mitterrand de l'envoi du porte-avions Clemenceau transportant un détachement du 5e régiment d'hélicoptères de combat vers l'Arabie saoudite (30 Gazelle et 12 SA.330B Puma) et de plusieurs autres navires de la Marine nationale dans la région, ainsi que d'un escadron d'investigation du 1er régiment de hussards parachutistes aux Émirats arabes unis (opération Busiris), après l'invasion du Koweït par l'Irak le 2 août.
Ces navires accompagnant le porte-avions Clemenceau étaient le croiseur Colbert (C611), le pétrolier ravitailleur Var (A608) et le remorqueur Buffle (A696). Le régiment quitte Toulon le 13 août et arrive à Abou Dhabi le 22 août.
Elle monte en puissance jusqu'au début de l'offensive terrestre en passant de plus de 4 000 hommes à ses débuts à 7 000 au 31 décembre 1990, plus de 10 000 au 10 janvier 1991, 12 000 au 31 janvier et 14 708 militaires le 24 février 1991.

## L'offensive terrestre

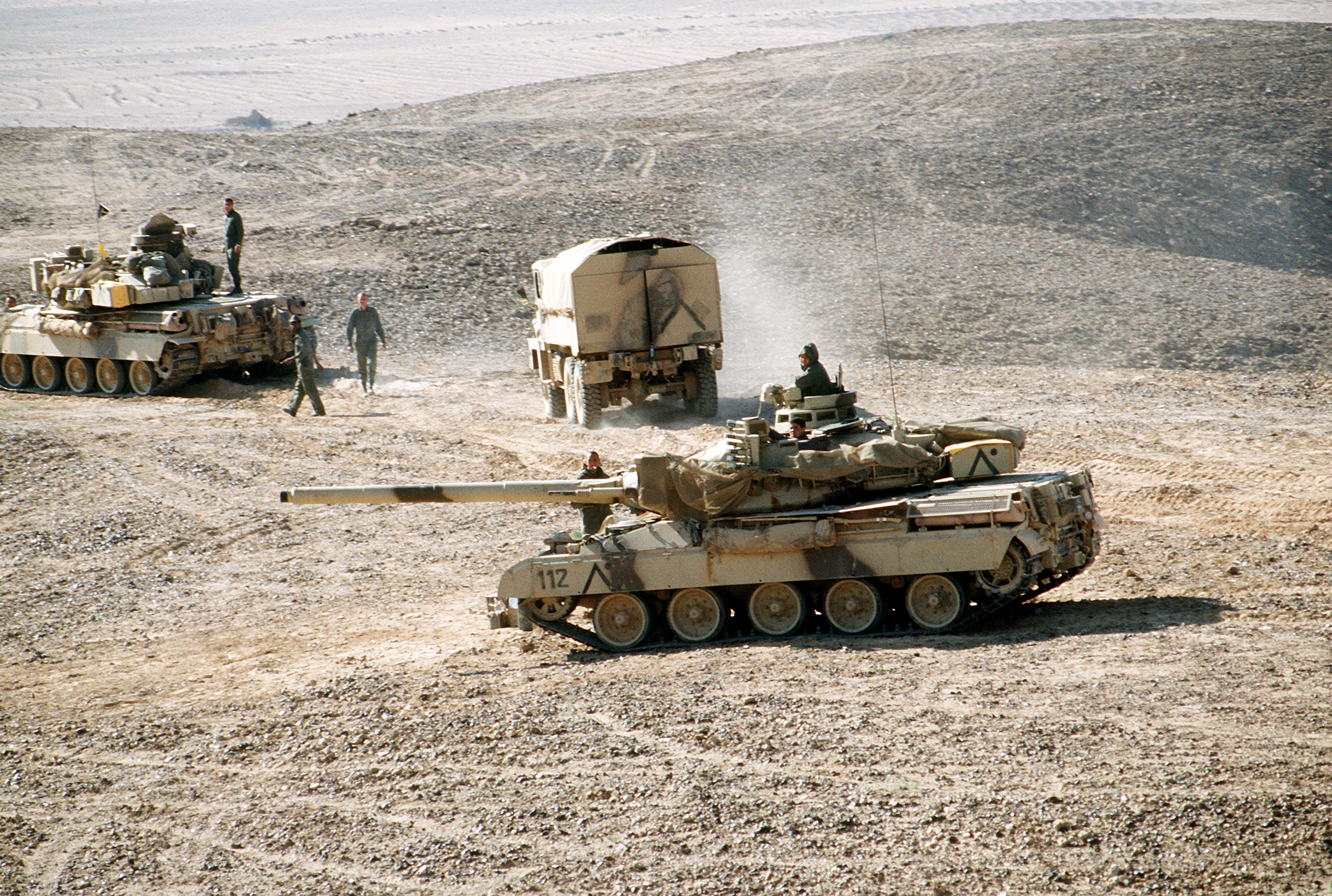
Deux AMX-30 et un camion à Al-Salman.

La mission des 12 000 combattants de l'armée de terre placés à l'extrémité du dispositif allié lors de l'offensive Tempête du désert qui débuta le dimanche 24 février 1991 (début de l'offensive à 7 heures du matin pour les Français) fut la prise du nœud routier d'As-Salman (ar), «jugé de la plus haute importance» et de sa base aérienne à quelque 150 km à l'intérieur de la province d'Al-Muthanna dans le territoire irakien en passant par deux objectifs intermédiaires nommés Rochambeau et Chambord.
Cette mission fut accomplie en quarante-huit heures, avec l'aide d'unités des 82e et 101e divisions aéroportées américaines : la division Daguet, répartie en deux groupements (Natchez à l'ouest et Montcalm à l'est), écrasa la 45e division d'infanterie de l'armée irakienne, qui disposait en théorie de 9 bataillons, soit 11 000 hommes, dont au moins de 3 à 4 bataillons d’infanterie organisés en points d’appui, 1 bataillon d’au moins 50 chars T-54 et de plus de 50 canons d’artillerie de calibre 122 et 132 mm, avec des armes antiaériennes (quadritubes ZPU-4, canons ZU-23-2 bitubes 23 mm).
L'aéroport fut pris dans l'après-midi du 25 février et le village d'As Salman le 26 au matin, sans combats.

Mouvement des unités dans l'opération Desert Storm, la division Daguet était en flanc garde de l'offensive.

### Bilan de l'opération

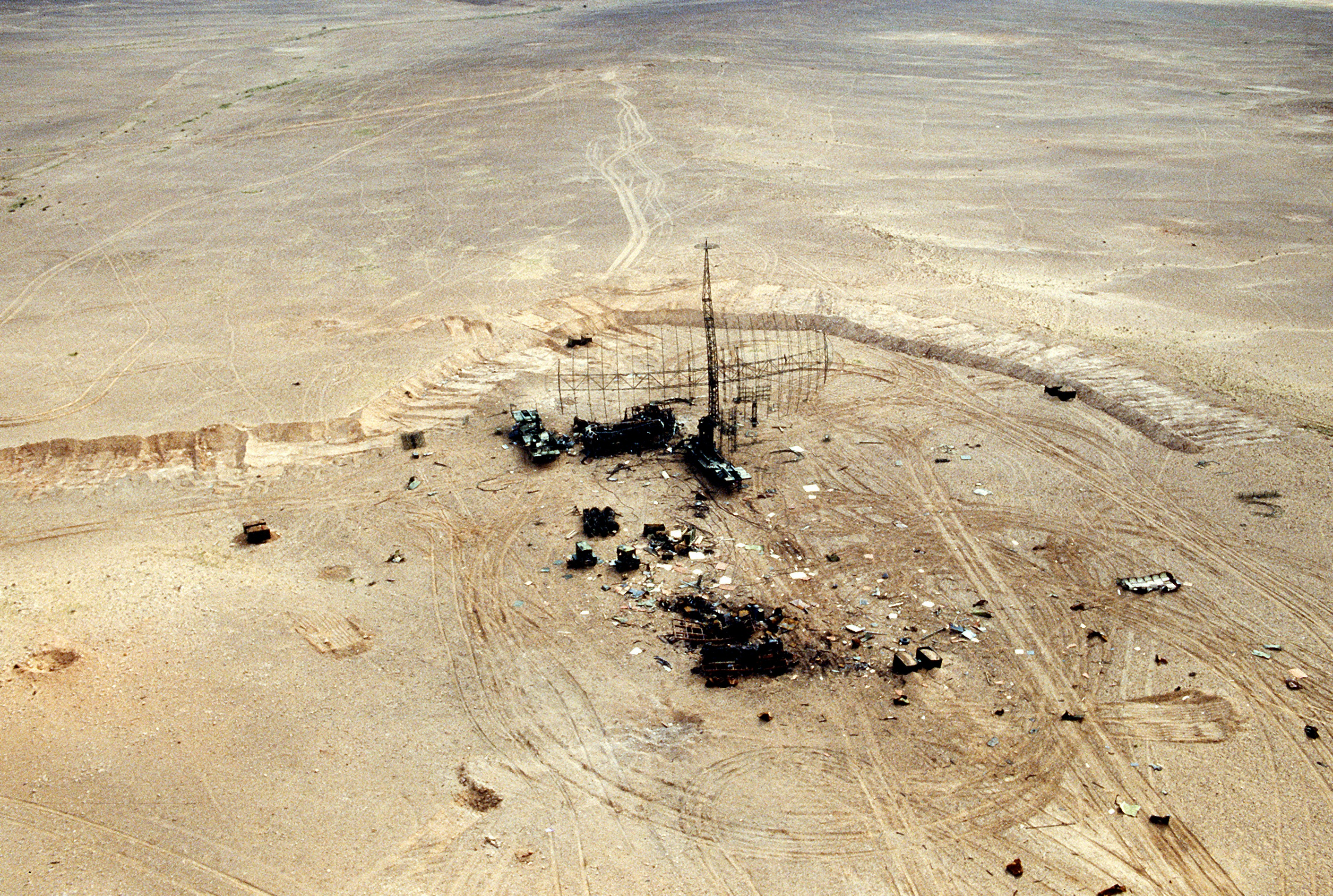
Radar irakien détruit par la 6e DLB.

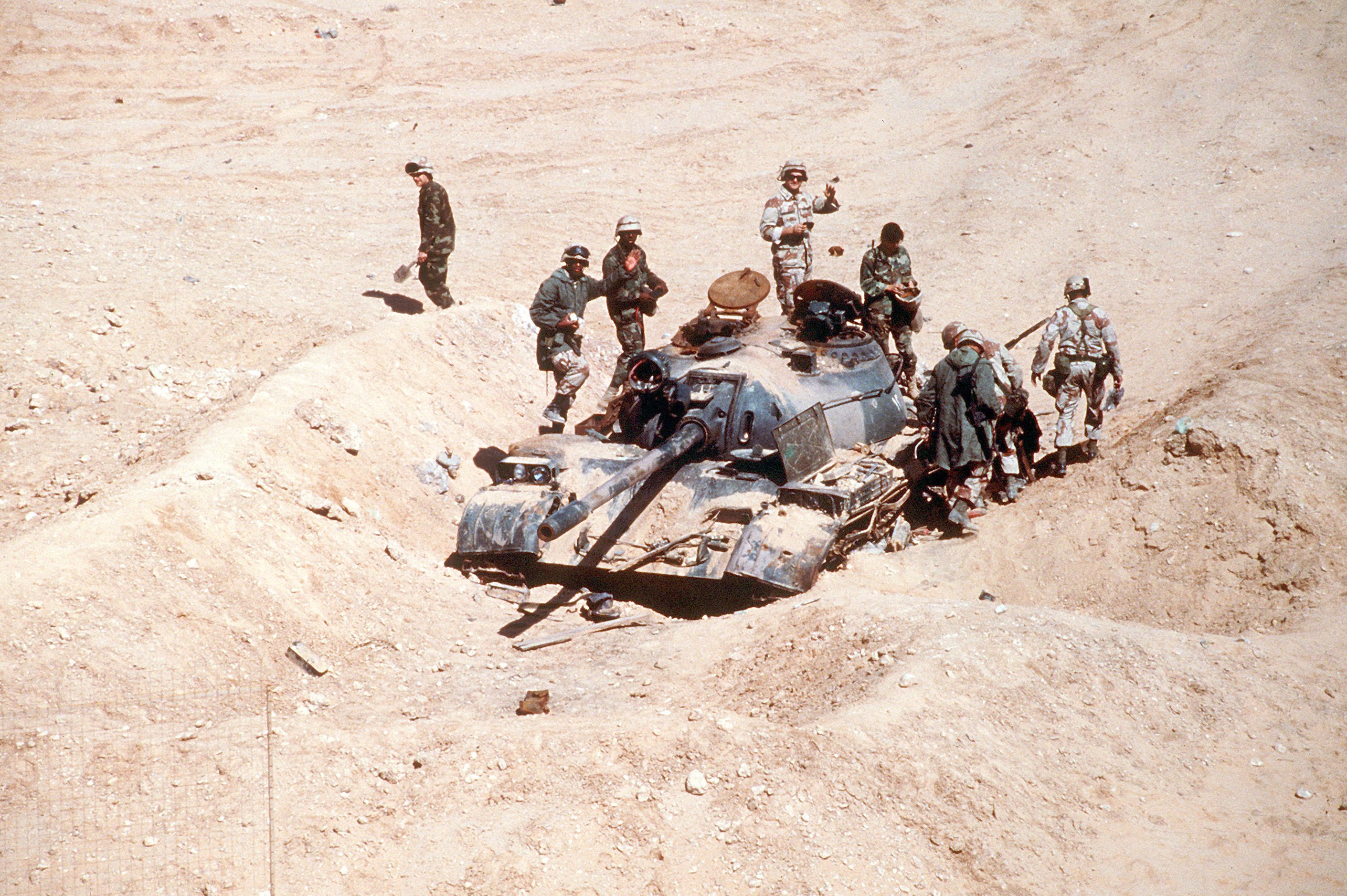
Char type 69 détruit par la 6e DLB.

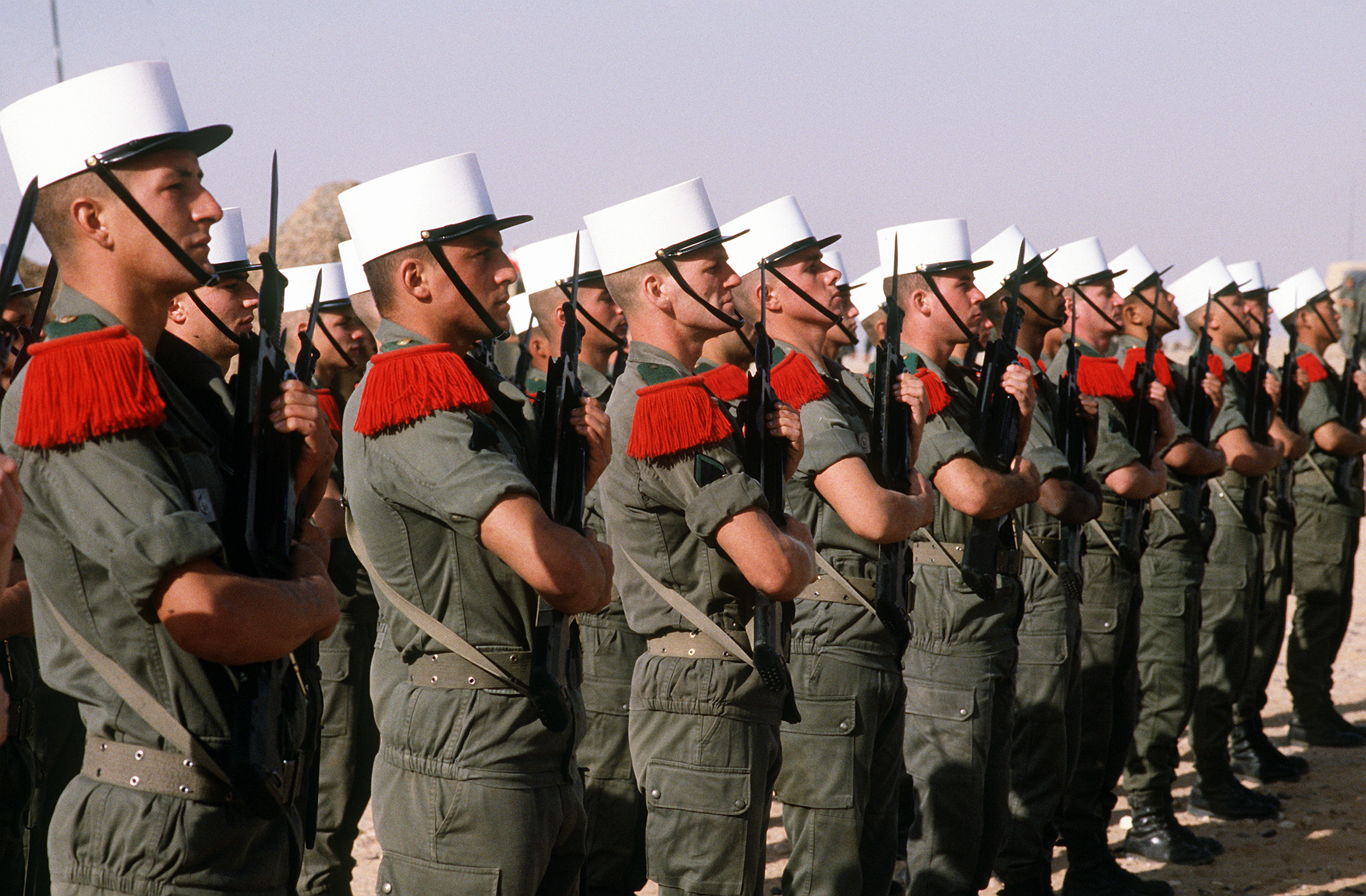
Légionnaires lors d'une visite du Lt. Gen. Khalid bin Sultan commandant officiellement les forces de la coalition.

En quatre jours d'offensive terrestre, le bilan fut de 2 956 prisonniers de guerre irakiens et 6 à 7 000 autres en fuite, 20 T-55, T-62 et Type 69 détruits, 2 T-72 capturés, 17 blindés légers détruits, 114 camions détruits et 7 capturés, 26 pièces d'artillerie (obusiers, canons antiaériens) détruites et 40 récupérées, 70 mortiers de 82 et 120 millimètres ainsi que 700 tonnes de munitions capturés par les forces françaises. Le stock de munitions fut détruit sur la base aérienne irakienne d'As-Salman qui fut elle-même rendue non opérationnelle à la suite de très importantes destructions.
Les AMX-30B2 ont tiré 270 obus de 105 mm, les AMX 10 RC 290 obus de 105 mm, les pièces de TRF1 1 640 obus de 155 mm et l'artillerie américaine 1 100. L'infanterie a envoyé 22 missiles Milan et 560 obus de mortier de 120 mm. Enfin, les hélicoptères Gazelle de l'Aviation légère de l'armée de terre ont tiré 328 missiles HOT et les véhicules de l'avant blindés (VAB) Mephisto une soixantaine.

« Peu de personnes savent qu'à la fin du premier jour de l'attaque terrestre, après avoir réalisé une percée fantastique, les forces françaises se trouvèrent le plus au nord, le plus à l'ouest. C'étaient elles qui avaient le plus profondément pénétré en Irak. Elles ont accompli, avec succès, les missions qui leur avaient été confiées et ce, d'une manière formidable. »

— Général Norman Schwarzkopf, commandant en chef des forces alliées durant tempête du Désert

### Pertes françaises
Pour un article plus général, voir Pertes militaires françaises en Irak.
Au total, dix militaires français ont été tués dans le cadre de cette opération dont deux avant même le début du conflit et trois après la fin des combats :
- un maréchal des logis-chef a été tué dans un accident de voiture en Arabie saoudite le 13 novembre 1990 ;
- le 7 décembre 1990, un lieutenant trouva la mort dans le crash de son Mirage F1-CR lors d'une mission d'entraînement en Arabie saoudite[6] ;
- durant le conflit, deux soldats des CRAP du 1er RPIMa (le sergent Schmitt et le caporal-chef Éric Cordier) ont été tués par deux sous-munitions de l'aviation américaine non explosées au fort d'As Salman dans la province d'Al-Muthanna le mardi 26 février 1991 à 16 heures (heure UTC).

Par ailleurs, 33 autres militaires ont été blessés (23 lors de l'explosion des deux sous-munitions), dont 22 légèrement.
Après le conflit, 8 soldats du 1er RI ont été blessés (dont 3 grièvement) le 12 mars 1991, en longeant la route Texas, près d'As Salman. Deux autres du 6e REG ont été tués en mars et en avril à Koweït-City, et trois meurent accidentellement lors de l'opération humanitaire au Kurdistan après le conflit. Un dixième militaire français est décédé d'une crise cardiaque le 12 janvier.
Le 27 février, 7 à 8 militaires américains du génie ont été tués et plusieurs blessés dans la zone de responsabilité de la division en déplaçant un conteneur de sous-munitions sur la base aérienne d'Al Salman,.
L'armée de l'air française a perdu au total un Mirage F-1 accidentellement et quatre SEPECAT Jaguar ont été légèrement touchés par des tirs de DCA lors de leurs missions de bombardement.

## Composition

### Commandement

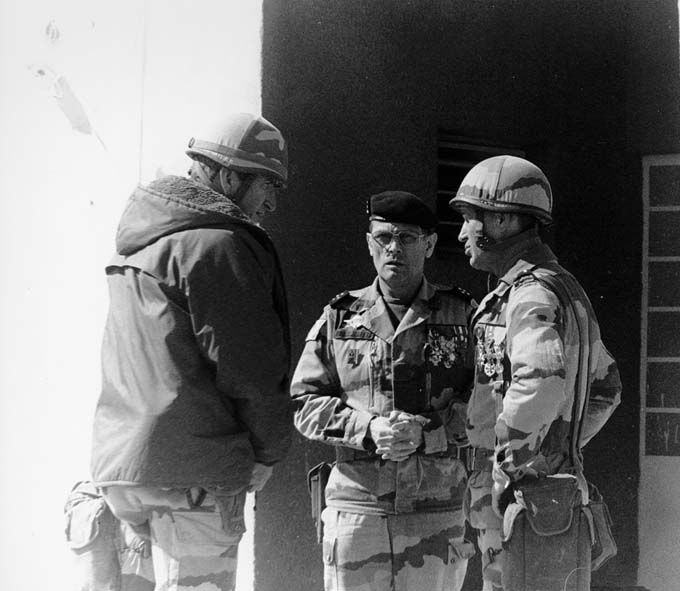
Le général de corps d'armée Michel Roquejoffre, commandant de l'opération Daguet, et le général de brigade Bernard Janvier, commandant la 6e division légère blindée, durant la revue de la victoire des forces françaises à As Salman, Irak, le 10 mars 1991.

- Coordination de l'opération : Général de corps d'armée Michel Roquejeoffre
  - Commandement de la division Daguet : 
    - Général de division Jean-Charles Mouscardès (22 septembre 1990- rapatrié sanitaire le 8 février 1991)
    - Général de brigade Bernard Janvier à partir de cette date

  - Commandement des forces aériennes : général Solanet
  - Commandement des forces navales (opération Artimon) : contre-amiral Pierre Bonnot

### Forces en présence
- un état-major interarmées fort de 350 militaires,
- une composante de l'armée de l'air française (dont 12 avions de combat Mirage 2000, 24 SEPECAT Jaguar basé l'aéroport d'Al-Ahsa , et des F1CR de la 33ème escadre de reconnaissance),
- une composante sanitaire,
- un « groupement de soutien logistique » (avant et arrière) comprenant des moyens maritimes, aériens et terrestres,
- la division Daguet de l'armée de terre française, soit près de 12 000 hommes en janvier 1991.
- une section sol-air de l'armée de l'air (5 lanceurs Crotale[9])

### La division Daguet

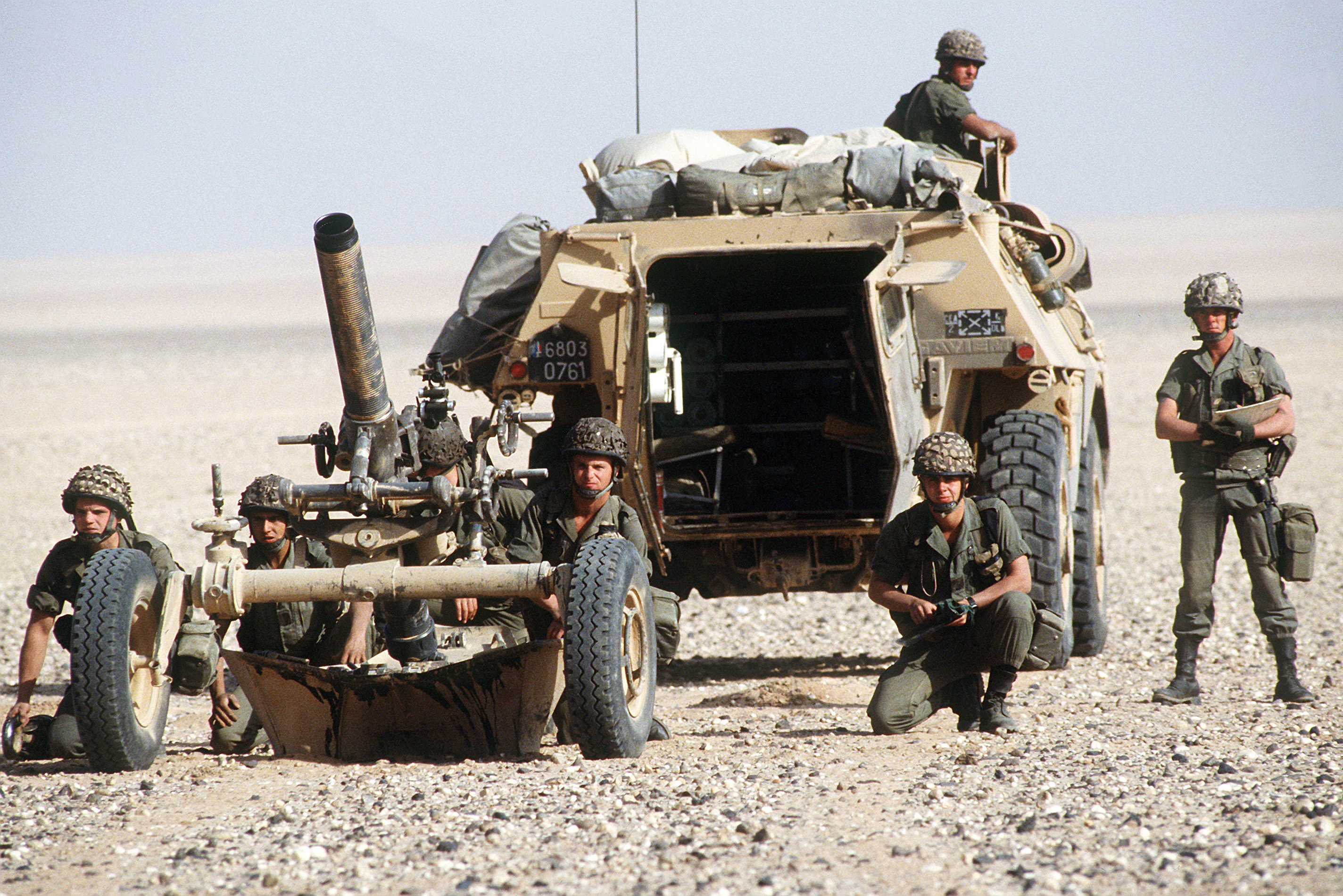
Équipe de mortier MO 120 RT du 2e régiment étranger d'infanterie.

Clairon des troupes de marine françaises au Koweït après la Tempête du désert.

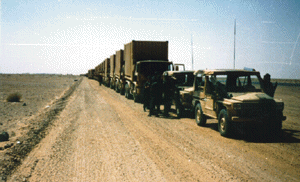
Convoi des éléments du du train intégré dans le groupement de soutien logistique.

La division créée pour la circonstance, placée sous le commandement du général Mouscardes puis du général Janvier, fut constituée par différentes unités de l'armée de terre française :
- L'état-major de la 6e division légère blindée (500 personnes) ;
- 1er régiment d’hélicoptères de combat ;
- 2 compagnies du 1er régiment d’infanterie ;
- 3e régiment d’hélicoptères de combat ;
- 1re compagnie de soutien renforcé du 9e régiment de soutien aéromobile ;
- 5e régiment d’hélicoptères de combat (personnels + ensemble des hélicoptères débarqués de l'opération Salamandre) ;
- 3e escadron (reconnaissance/antichar) et 4e escadron du 1er régiment de hussards parachutistes ;
- 1er régiment étranger de cavalerie (1 état-major - 1 escadron de commandement et des services - 3 escadrons blindés - 1 escadron antichars)[10] ;
- 1er régiment de spahis ;
- 4e régiment de dragons avec 3 escadrons d'AMX-30B2 ;
- 2e régiment étranger d’infanterie renforcé d'une compagnie du 21e RIMa (1 état-major - la compagnie de commandent et des services - la compagnie d'appui et de soutien - 3 compagnies de combat)[10] ;
- un régiment mixte infanterie-blindé sur VAB du 3e régiment d'infanterie de marine et AMX-10 RC du régiment d'infanterie chars de marine ;
- 2e régiment d’infanterie de marine ;
- 6e régiment étranger de Génie (1 état-major - 1 compagnie de commandement et des services - 3 compagnies de génie combat - 1 compagnie d'appui - 1 compagnie du 3eRG équipée d'engins blindés du génie - 1 section MICLIC (en) de l'US Army)[10] ;
- une section de défense sol-air composée du système crotale de l'armée de l'air EDSA 02/950 renforcée de plusieurs éléments des différents EDSA de l'armée de l'air ;
- 11e régiment d'artillerie de marine ;
- 3 sections Mistral du 35e régiment d'artillerie parachutiste ;
- une section équipement renseignement surveillance HORUS crée à partir de la Section technique de l'Armée de terre et des 6e et 8e régiments d'artillerie. Cette section était équipée du démonstrateur ORCHIDEE et du système prototype du drone lent MART (Mini Avion de Reconnaissance Télépiloté)[11] ;
- un Groupement de soutien logistique créé à partir des régiments de commandement et de soutien de la Force d'action rapide ;
- une prévôté divisionnaire composée d'un officier et de 24 gendarmes.

La division ainsi composée, dans son articulation de combat, aligne au total 2 500 matériels majeurs parmi lesquels 132 hélicoptères de toutes catégories de l'ALAT -  deuxième force aéromobile de la coalition - dont 88 Gazelle (60 armées de missiles Hot, 14 de reconnaissance et 14 SA341F canon, 3 de ces dernières sont adaptés sur place pour l'emport de missiles Mistral pour une capacité air-air) et 38 Puma (dont le prototype SA 330B Puma Orchidée/HORUS équipé d'un radar de surveillance du champ de bataille) et 500 véhicules blindés dont 214 véhicules de l'avant blindé, 96 AMX-10 RC, 44 chars de combat AMX-30B2, 13 ERC-90 Sagaie, 18 canons tractés de 155 mm TRF1 et 20 mortiers de 120 mm MO 120 RT.
La doctrine d'emploi de la division fut basée sur le concept d'engagement de la Force d'action rapide, alliant puissance de feu antichar et mobilité.
Une brigade d'infanterie de la 82e division aéroportée américaine et la 12e brigade d'artillerie américaine seront mises sous contrôle opérationnel français. Ces unités renforceront principalement la composante artillerie la division Daguet qui compte finalement près de 17 000 hommes (12 500 Français et 4 500 Américains) tandis qu'elle est intégrée dans le XVIIIe corps aéroporté américain.

## Logistique
Élément primordial dans les guerres de haute intensité, la faiblesse de cette composante s'est progressivement révélée au cours de l'opération.
Le nombre des unités dites « de combat » a été accru au détriment des unités logistiques, à tel point qu'au début du déploiement, il n'y a aucune unité logistique structurée. Les conséquences sont multiples : par exemple, le 1er REC passera cinq mois dans le désert avec deux douches de campagne de l'Armée de l'Air (section Crotale) pour 800 hommes.
La division Daguet aligne une brigade logistique forte de 4 600 hommes (35 % de la force) : 1 600 hommes du régiment de commandement et de soutien (février 1991), 2 500 hommes du « Groupement de soutien logistique » (1 000 hommes du service de santé des armées, 1 500 hommes répartis dans les autres services en particulier le train routier), 500 hommes appartenant à la « Base opérationnelle mobile aéroportée » de la 11e division parachutiste, responsables du contrôle aérien et de la gestion du fret aérien.

## Postérité
L'Opération Daguet a vu la première apparition de la variante désert du Camouflage Europe centrale, qui est communément appelé Camouflage Daguet, en référence à l'Opération.

### Sources et références
1. ↑  https://www.site-daguet.fr/historique/vid%C3%A9os-am%C3%A9ricaines/la-marine-dans-la-guerre-du-golfe/
2. ↑  Campagnes et théâtres :Desert Storm
3. ↑  Collectif, Daguet. Une division dans la guerre du Golfe 1990-1991, ECPAD, 222 p. (ISBN 9782111620551), p. 94
4. ↑  (fr) Dossier: L'action de la Division Daguet, B. Janvier
5. ↑  Erwan Bergot, Opération Daguet : Les Français dans la guerre du Golfe, Presse de la Cité, 1999, 273 p. (ISBN 978-2-258-03443-3), p. 237
6. ↑  https://www.memorialgenweb.org/memorial3/html/fr/complementter.php?id=6381903
7. ↑  Nos Camarades disparus, Amicale des Anciens de la Division Daguet
8. ↑  Démineurs d'assaut Interview du général Jacques MANET (6e REG), Amicale des Anciens de la Division Daguet
9. 1 2  « La participation militaire française à la guerre du Golfe », Cahiers du Centre d'études d'histoire de la défense, no 21,‎ 2004, p. 51 (lire en ligne).
10. 1 2 3  in Képi blanc no 731 - avril 2011
11. ↑  « MART (Mini Avion de Reconnaissance Télépiloté) », sur Base documentaire des Artilleurs (consulté le 22 janvier 2020).
12. ↑  Laurent Bottereau, Le Puma de l'Armée française : Quatrième partie La carrière, 82 p. (lire en ligne), p. 55.

### Vidéo
- (fr) 15 reportages Antenne 2 et FR3, INA